# یوسف الزواوی
یوسف الزواوی (عربی: يوسف الزواوي؛ زادهٔ ۱۱ سپتامبر ۱۹۴۶) بازیکن و مربی سابق فوتبال اهل تونس است.
از باشگاه‌هایی که در آن بازی کرده‌است می‌توان به باشگاه فوتبال بنزرتی اشاره کرد.
وی همچنین در تیم ملی فوتبال تونس بازی کرده‌است.